# Enicospilus hannibalis
Enicospilus hannibalis är en stekelart som först beskrevs av Kohl 1905.  Enicospilus hannibalis ingår i släktet Enicospilus och familjen brokparasitsteklar. Inga underarter finns listade i Catalogue of Life.